# Contea di Summit (Ohio)
Summit  è una contea dell'area settentrionale dello Stato dell'Ohio negli Stati Uniti.

## Geografia fisica
La contea confina a nord con la contea di Cuyahoga, ad est con la contea di Portage, a sud-est e a sud con la contea di Stark, a sud-ovest con la contea di Wayne ed a ovest con la contea di Medina.
Il territorio è prevalentemente pianeggiante nell'area centro-settentrionale. In quest'area scorre il fiume Cuyahoga dapprima verso ovest per poi dirigersi verso nord. Il corso settentrionale del Cuyahoga è protetto dal parco nazionale della Cuyahoga Valley, il solo parco nazionale presente in Ohio. L'area meridionale è prevalentemente collinosa. Vi scorre il fiume Tuscarawas e sono presenti una serie di laghi denominati Portage lakes. I laghi sono situati sulla linea spartiacque tra la valle dell'Ohio ed il lago Erie. Parte dei laghi defluiscono verso nord tramite il fiume Cuyahoga e altri verso sud tramite il Tuscarawas.
Nell'area centro-meridionale è situata la grande città industriale di Akron.

## Storia
I primi europei ad arrivare nella regione dell'Ohio furono i francesi con l'esplorazione di Robert de La Salle nel 1669. Nel 1763, al termine della guerra dei sette anni, i francesi cedettero definitivamente la regione agli inglesi. 
L'attuale contea faceva parte del territorio della Western Reserve assegnato allo Stato del Connecticut. La contea fu istituita nel 1840 unendo territori che fino a quel momento avevano fatto parte delle contee di Portage, Medina e Stark. La contea deve il nome al fatto che nel suo territorio il canale Ohio-Erie raggiungeva il punto più alto.
La città di Akron venne fondata nel 1826 e beneficiò del collegamento con il fiume Ohio ed il lago Eire grazie al canale Ohio-Erie completato nel 1832. Akron deve alla vicinanza del canale l'inizio del suo sviluppo industriale che negli anni seguenti fece della città una delle più industrializzate degli Stati Uniti e l'indiscussa capitale dell'industria della gomma.

## Città

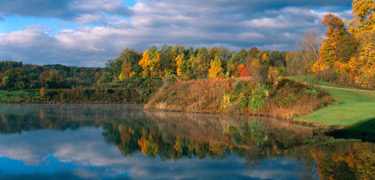
La valle del fiume Cuyahoga in autunno.

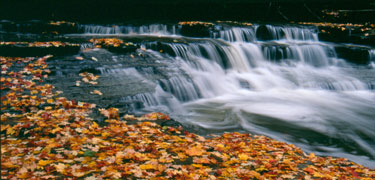
Cascate del fiume Cuyahoga

- Akron
- Barberton
- Cuyahoga Falls
- Fairlawn
- Green
- Hudson
- Macedonia
- Munroe Falls
- New Franklin
- Northfield
- Norton
- Stow
- Tallmadge
- Twinsburg